# ثامر عناد
ثامر عناد العنزي، من مواليد 1970، لاعب كرة قدم كويتي سابق، ومدرب كرة قدم كويتي. لاعب سابق في نادي الصليبيخات.
يدرب نادي الصليبيخات منذ 2003، وقادهم للحصول على لقب دوري الدرجة الأولى الكويتي 2008/2009، وفي 9 فبراير 2010 تمت إقالته من تدريب الفريق الأول وجعله مدربا لفريق تحت 15 سنة.